# Lepsény, Fejér
Lepsény  este un sat în districtul Polgárd, județul Fejér, Ungaria, având o populație de 3.147 de locuitori (2011). 

## Demografie
Componența etnică a satului Lepsény
     Maghiari (97,2%)
     Romi (1,79%)
     Necunoscut (0,29%)
     Alții (0,72%)
Componența confesională a satului Lepsény
     Romano-catolici (43,12%)
     Reformați (18,08%)
     Fără religie (14,3%)
     Necunoscută (23,74%)
     Alte religii (1,43%)
Conform recensământului din 2011, satul Lepsény avea 3.147 de locuitori. Din punct de vedere etnic, majoritatea locuitorilor (97,2%) erau maghiari, cu o minoritate de romi (1,79%). Apartenența etnică nu este cunoscută în cazul a 0,29% din locuitori. Nu există o religie majoritară, locuitorii fiind romano-catolici (43,12%), reformați (18,08%) și persoane fără religie (14,3%). Pentru 23,74% din locuitori nu este cunoscută apartenența confesională.